# Carlos Reinoso
Carlos Enzo Exequiel Reinoso Valdenegro (ur. 7 marca 1945 w Santiago) – chilijski piłkarz występujący najczęściej na pozycji ofensywnego pomocnika, obecnie trener. Posiada również obywatelstwo meksykańskie.
W wieku 15 lat zaczął treningi w klubie Audax Italiano. W najwyższej klasie rozgrywkowej Chile po raz pierwszy wystąpił mając 16 lat. W 1968 roku został królem strzelców ligi. W 1970 roku, mimo oferty z CSD Colo-Colo, zdecydował się na transfer do meksykańskiej Amériki, której skauci zauważyli jego talent podczas jednej z wypraw do Ameryki Południowej. Reinoso podczas dziewięcioletniego pobytu w Américe dwukrotnie wywalczył tytuł mistrzowski (1971, 1976) oraz jeden raz Copa México (1974), Puchar Mistrzów CONCACAF (1977) i Copa Interamericana (1977). Karierę zakończył w 1981 roku w Deportivo Neza. Jest uważany za jednego z najlepszych zawodników w historii ligi meksykańskiej, w 2000 roku w plebiscycie kibiców Amériki na najlepszego zawodnika wszech czasów zajął pierwsze miejsce.
W barwach reprezentacji Chile brał udział w Mundialu 1974, na którym rozegrał trzy mecze, nie zdobywając gola. Zanotował też występy na Copa América 1975. Ogółem w latach 1966–1977 rozegrał w kadrze narodowej 34 mecze, strzelając 5 bramek.
W roli trenera Reinoso pracował w wielu klubach w Meksyku. Jego największy sukces to mistrzostwo kraju wywalczone z Américą w sezonie 1983/1984.